# تل معيان
تل معيان هي بلدة لبنانية تقع في قضاء عكار، محافظة الشمال. ترتفع عن مستوى سطح البحر 50 متر وفيها أعلى تلة في سهل عكار. لها اسم قديم وهو تل كيري والتي تعتبر من الأماكن الأثرية بسبب إكتشاف بعض الأماكن السكنية القديمة والفخاريات.

## السكان
يبلغ عدد السكان فيها أكثر من 6000 نسمة. يعمل السكان في الزراعة وخاصة التبغ والبطاطا والحمضيات. يتألف مجلس بلدية بلدة تل معيان من 12 عضواً، ومجلس اختياري من مختارين وأغلب سكانها من الطائفة السنّية إضافة إلى أقلية علوية لا يسكنون فيها ويأتون إليها فقط في الانتخابات البلدية.

## المساحة
تبلغ مساحتها 4000 دونم وهي أكبر ضيعة في سهل عكار من حيث المساحة وعدد السكان.

## الموقع
يحدها من الغرب بلدة ومطار القليعات، ومن الشمال بلدة الكنيسة، ومن الشرق بلدتي الحيصة والمسعودية، ومن الجنوب بلدة بلانة الحيصة وقعبرين وتل حياة. تبعد عن معبر العبودية حوالي 8 كيلومتر، وتبعد عن مركز القضاء حلبا 12 كيلومتر، و عن مركز المحافظة طرابلس 35 كيلومتر وعن العاصمة بيروت 110 كيلومتر.